# Conceição do Pará
Conceição do Pará est une municipalité brésilienne de l'État du Minas Gerais et la microrégion de Divinópolis.